# Військо Великого Князівства Литовського у XVIII столітті
Військо Великого Князівства Литовського у XVIII столітті — окрема частина військ Речі Посполитої. Під час загрози для унії — діяла спільно з Військом Корони Польської. Управлялося Великим гетьманом коронним і підлеглим йому польним гетьманом литовським.

## Військо Великого Князівства Литовського в 1717—1794 роках

### Народна кавалерія Війська Великого Князівства Литовського
- 1-ша бригада народної кавалерії війська Великого Князівства Литовського
- 2-га бригада народної кавалерії війська Великого Князівства Литовського
- 3-тя бригада народної кавалерії війська Великого Князівства Литовського

### Улани королівські
- 2-й полк легкої кінноти Князівства Литовського і Речі Посполитої

### Полки передньої варти війська Великого Князівства Литовського
- 1-й полк передньої варти Великого Князівства Литовського
- 2-й полк передньої варти Великого Князівства Литовського
- 3-ій полк передньої варти Великого Князівства Литовського
- 4-й полк передньої варти Великого Князівства Литовського
- 5-й полк передньої варти Великого Князівства Литовського
- 6-й полк передньої варти Великого Князівства Литовського
- 7-й полк передньої варти Великого Князівства Литовського
- 8-й полк передньої варти Великого Князівства Литовського